# Elli Ochowicz
Elli Ochowicz, właśc. Elizabeth Kristine Ochowicz (ur. 15 grudnia 1983 w Waukesha) – łyżwiarka szybka polskiego pochodzenia, startowała w trzech zimowych igrzyskach olimpijskich.
Początkowo szkoliła się w Milwaukee, później przeniosła się do Salt Lake City w celu dalszej nauki. Ukończyła Szkołę Sportów Zimowych w Park City jesienią 2002 roku. Brała udział w Zimowych Igrzyskach Olimpijskich 2002 i Zimowych Igrzyskach Olimpijskich 2006, a także została wybrana do reprezentacji Stanów Zjednoczonych na Zimowych Igrzyskach Olimpijskich 2010.
Jej matka, Sheila Young również była panczenistką, a ojciec Jim Ochowicz był zawodowym kolarzem. Od 2010 mieszka w Palo Alto w Kalifornii.